# 南オーストラリア州首相
南オーストラリア州首相（Premier of South Australia）は、オーストラリア連邦南オーストラリア州の州首相である。

## 一覧
| No. | 氏名                                    | 政党                       | 就任           | 退任           |
| --- | --------------------------------------- | -------------------------- | -------------- | -------------- |
| 1   | B・T・フィニンズ                        |                            | 1856年10月24日 | 1857年8月21日  |
| 2   | ジョン・ベイカー                        |                            | 1857年8月21日  | 1857年9月1日   |
| 3   | ロバート・トレンズ                      |                            | 1857年9月1日   | 1857年9月30日  |
| 4   | リチャード・ハンソン                    |                            | 1857年9月30日  | 1860年5月9日   |
| 5   | トーマス・レイノルズ                    |                            | 1860年5月9日   | 1861年10月8日  |
| 6   | ジョージ・ウォーターハウス              |                            | 1861年10月8日  | 1863年7月4日   |
| 7   | フランシス・ダットン                    |                            | 1863年7月4日   | 1863年7月15日  |
| 8   | ヘンリー・エアーズ                      |                            | 1863年7月15日  | 1864年8月4日   |
| 9   | アーサー・ブライス                      |                            | 1864年8月4日   | 1865年3月22日  |
|     | フランシス・ダットン（2期目）           |                            | 1865年3月22日  | 1865年9月20日  |
|     | ヘンリー・エアーズ（2期目）             |                            | 1865年9月20日  | 1865年10月23日 |
| 10  | ジョン・ハート                          |                            | 1865年10月23日 | 1866年3月28日  |
| 11  | ジェームズ・バウコート                  |                            | 1866年3月28日  | 1867年5月3日   |
|     | ヘンリー・エアーズ（3期目）             |                            | 1867年5月3日   | 1868年9月24日  |
|     | ジョン・ハート（2期目）                 |                            | 1868年9月24日  | 1868年10月13日 |
|     | ヘンリー・エアーズ（4期目）             |                            | 1868年10月13日 | 1868年11月3日  |
| 12  | ヘンリー・ストレングウェイズ            |                            | 1868年11月3日  | 1870年5月30日  |
|     | ジョン・ハート（3期目）                 |                            | 1870年5月30日  | 1871年11月10日 |
|     | アーサー・ブライス（2期目）             |                            | 1871年11月10日 | 1872年1月22日  |
|     | ヘンリー・エアーズ（5期目）             |                            | 1872年1月22日  | 1873年7月22日  |
|     | アーサー・ブライス（3期目）             |                            | 1873年7月22日  | 1875年6月3日   |
|     | ジェームズ・バウコート（2期目）         |                            | 1875年6月3日   | 1876年6月6日   |
| 13  | ジョン・コルトン                        |                            | 1876年6月6日   | 1877年10月26日 |
|     | ジェームズ・バウコート（3期目）         |                            | 1877年10月26日 | 1878年9月27日  |
| 14  | ウィリアム・モーガン                    |                            | 1878年9月27日  | 1881年6月24日  |
| 15  | ジョン・コックス・ブレイ                |                            | 1881年6月24日  | 1884年6月16日  |
|     | ジョン・コルトン（2期目）               |                            | 1884年6月16日  | 1885年6月16日  |
| 16  | ジョン・ダウナー                        |                            | 1885年6月16日  | 1887年6月11日  |
| 17  | トーマス・プレイフォード2世             |                            | 1887年6月11日  | 1889年6月27日  |
| 18  | ジョン・コックバーン                    |                            | 1889年6月27日  | 1890年8月19日  |
|     | トーマス・プレイフォード2世（2期目）    |                            | 1890年8月19日  | 1892年6月21日  |
| 19  | フレデリック・ホルダー                  |                            | 1892年6月21日  | 1892年10月15日 |
|     | ジョン・ダウナー（2期目）               | 保守                       | 1892年10月15日 | 1893年6月16日  |
| 20  | チャールズ・キングストン                | 自由                       | 1893年6月16日  | 1899年12月1日  |
| 21  | ヴェイベン・ルイス・ソロモン            | 保守                       | 1899年12月1日  | 1899年12月8日  |
|     | フレデリック・ホルダー（2期目）         | 自由                       | 1899年12月8日  | 1901年5月15日  |
| 22  | ジョン・ジェンキンス                    | 自由                       | 1901年5月15日  | 1905年3月1日   |
| 23  | リチャード・バトラー                    | 保守                       | 1905年3月1日   | 1905年7月26日  |
| 24  | トーマス・プライス                      | 労働党                     | 1905年7月26日  | 1909年6月5日   |
| 25  | アーチボルド・ピーク                    | 自由民主党                 | 1909年6月5日   | 1910年6月3日   |
| 26  | ジョン・ヴェラン                        | 労働党                     | 1910年6月3日   | 1912年2月17日  |
|     | アーチボルド・ピーク（2期目）           | 連合自由党                 | 1912年2月17日  | 1915年4月3日   |
| 27  | クロフォード・ヴォーン                  | 労働党                     | 1915年4月3日   | 1917年7月14日  |
|     | アーチボルド・ピーク（3期目）           | 自由党連合                 | 1917年7月14日  | 1920年4月8日   |
| 28  | ヘンリー・バーウェル                    | 自由党ユニオン/ 自由党連盟 | 1920年4月8日   | 1924年4月16日  |
| 29  | ジョン・ガン                            | 労働党                     | 1924年4月16日  | 1926年8月28日  |
| 30  | ライオネル・ヒル                        | 労働党                     | 1926年8月28日  | 1927年4月8日   |
| 31  | リチャード・レイトン・バトラー          | 自由党連盟                 | 1927年4月8日   | 1930年4月17日  |
|     | ライオネル・ヒル（2期目）               | 労働党                     | 1930年4月17日  | 1933年2月13日' |
| 32  | ロバート・リチャーズ                    | 労働党                     | 1933年2月13日  | 1933年4月18日  |
|     | リチャード・レイトン・バトラー（2期目） | LCL                        | 1933年4月18日  | 1938年11月5日  |
| 33  | トーマス・プレイフォード4世             | LCL                        | 1938年11月5日  | 1965年3月10日  |
| 34  | フランク・ウォルシュ                    | 労働党                     | 1965年3月10日  | 1967年6月1日   |
| 35  | ドン・ダンスタン                        | 労働党                     | 1967年6月1日   | 1968年4月17日  |
| 36  | スティール・ホール                      | LCL                        | 1968年4月17日  | 1970年6月2日   |
|     | ドン・ダンスタン（2期目）               | 労働党                     | 1970年6月2日   | 1979年2月15日' |
| 37  | デス・コーコラン                        | 労働党                     | 1979年2月15日  | 1979年9月18日  |
| 38  | デイヴィッド・トンキン                  | 自由党                     | 1979年9月18日  | 1982年11月10日 |
| 39  | ジョン・バノン                          | 労働党                     | 1982年11月10日 | 1992年9月4日   |
| 40  | リン・アーノルド                        | 労働党                     | 1992年9月4日   | 1993年12月14日 |
| 41  | ディーン・ブラウン                      | 自由党                     | 1993年12月14日 | 1996年11月28日 |
| 42  | ジョン・オルセン                        | 自由党                     | 1996年11月28日 | 2001年10月22日 |
| 43  | ロブ・ケリン                            | 自由党                     | 2001年10月22日 | 2002年3月5日   |
| 44  | マイク・ラン                            | 労働党                     | 2002年3月5日   | 2011年10月21日 |
| 45  | ジェイ・ウェザーリル                    | 労働党                     | 2011年10月21日 | 2018年3月19日  |
| 46  | スティーブン・マーシャル                | 自由党                     | 2018年3月19日  | 2022年3月21日  |
| 47  | ピーター・マリナウスカス                | 労働党                     | 2022年3月21日  | 現職           |